# Trine Bramsen
Trine Bramsen   (Svendborg, 26 de març de 1981) és una política danesa. Afiliada als socialdemòcrates, és membre del Folketing des de 2011. Va ser Ministra de Defensa de 2019 al febrer del 2022 i després Ministra de Transports d'ençà del febrer del 2022 fins al desembre del mateix any.
Bramsen va treballar com a consultora per a Deloitte, una de les principals companyies de consultoria del món, des de 2007 fins a 2011.

## Carrera política

### Parlament
Bramsen va ser triada per primera vegada membre de Folketinget per als socialdemòcrates en les eleccions de 2011, on va rebre 4.497 vots. Va ser reelegida El 2015 amb 8.337 vots i novament El 2019 amb 10.594 vots.

### Ministra de Defensa
Bramsen va ser nomenada ministra de Defensa al gabinet de la primera ministra Mette Frederiksen el 27 de juny de 2019.
Al principi del seu mandat, va supervisar la incorporació d'uns 700 soldats, una fragata i quatre avions de caça a les forces de l'OTAN. Després de l'atac iranià del 2020 a les forces nord-americanes a l'Iraq, va traslladar temporalment part del seu personal militar per a la Intervenció militar contra l'Estat Islàmic des de la base aèria d'Al Asad a Kuwait.
Després de les revelacions de la DR el maig de 2021, en el sentit que Dinamarca havia ajudat a la NSA a espiar a països aliats, Bramsen va dir que "l'espionatge sistemàtic d'aliats pròxims és inacceptable".
Quan dos avions de caça russos van volar sobre l'espai aeri danès el juny de 2021, Bramsen ho va qualificar de "provocació deliberada de Rússia", i va afirmar que els caces van ser advertits que estaven entrant a l'espai aeri danès. També va advertir que “és un clar senyal que estan disposats a trencar totes les normes” i que “no ens podem permetre ser ingenus”.
Bramsen va advertir que Dinamarca retiraria els seus soldats de Mali si les autoritats del país obrien negociacions amb mercenaris russos per combatre els grups extremistes islàmics. A Jyllands-Posten a finals de setembre de 2021, va reiterar que Dinamarca no negociaria amb mercenaris i que hi havia una línia vermella clara i inacceptable.

## Polèmica
Bramsen va ser el portaveu de les TIC i telecomunicacions dels socialdemòcrates, quan va respondre a un comentari de l'Associació Política de TIC de Dinamarca, en un debat sobre eleccions electròniques en el qual els participants s'identifiquen amb xips. Bramsen va advocar a favor de les eleccions electròniques, que considerava factible, encara que l'Associació amb l'experiència tècnica de la indústria estava en oposició. Va escriure un article titulat Una crida per als friquis de les TIC: Deixa de portar mitjons de tenis, i parla perquè puguem entendre't!. L'article va rebre crítiques per la seva actitud condescendent. Com a resultat, va ser reassignada a portaveu de justícia. En la seva nova posició, va advocar per fer il·legal l'encaminador Onion.
El 2020, Bramsen va exposar un acord secret amb els EUA, realitzat durant els exercicis de Bill Clinton i Poul Nyrup Rasmussen i signat pels següents ministres de defensa danesos, permetent a les autoritats estatunidenques tocar cables de telèfon danesos. El 2021, el diputat Søren Espersen va demanar la seva dimissió, per no respectar al líder de la Defensa.